# Artur Jędrzejczyk
Artur Jędrzejczyk (Dębica, Polònia, 4 de novembre de 1987) és un futbolista polonès que juga al Legia de Varsòvia de l'Ekstraklasa polonesa.

## Carrera
Artur Jędrzejczyk va fitxar pel Legia de Varsòvia l'agost de 2006, provinent de l'Igloopol Dębica de la seva ciutat natal. Va passar dues temporades cedit al GKS Jastrzębie i al Dolcan Ząbki, abans de tornar al Legia en la temporada 2009. L'any següent va tornar a ser cedit, aquesta vegada al Korona Kielce.
El 7 d'agost de 2010, Jędrzejczyk va marcar amb el Legia un hat-trick davant l'Arsenal en un partit amistós celebrat a Varsòvia. El partit va acabar amb una victòria 5-6 per a l'Arsenal.
El 30 de maig de 2013 va signar un contracte de 3 anys amb el FC Krasnodar rus, que s'estén per dos anys, al desembre de 2014. El gener de 2016 va tornar al Legia de Varsòvia en condició de cedit.

## Carrera internacional
El 12 d'octubre de 2010, Artur Jędrzejczyk va debutar amb la selecció nacional polonesa en un amistós davant l'Equador, acabant en un empat a dos gols. Fins avui ha estat convocat en setze ocasions, marcant dos gols amb la selecció. El primer davant Macedònia el 14 de desembre de 2012 i el segon davant Suïssa el novembre de 2014.